# Conselho Nacional de Educação (Brasil)
O Conselho Nacional de Educação (CNE) é um órgão colegiado integrante da estrutura do  Ministério da Educação do Brasil (MEC), que atua na formulação e avaliação da política nacional de educação.
Criado pela Lei n.º 9.131, de 24 de novembro de 1995, sucedeu ao antigo Conselho Federal de Educação.